# ريكاردو أرياس كالديرون
ريكاردو أرياس كالديرون (بالإسبانية: Ricardo Arias Calderón)‏ هو سياسي بنمي، ولد في 4 مايو 1933 في بنما في بنما، وتوفي بنفس المكان في 13 فبراير 2017. حزبياً، نشط في People's Party (Panama) ‏.